# Labenne
Labenne település Franciaországban, Landes megyében. Lakosainak száma 7095 fő (2022. január 1.). Labenne Bénesse-Maremne, Capbreton, Ondres, Orx, Saint-André-de-Seignanx és Saint-Martin-de-Seignanx községekkel határos.

## Népesség
A település népességének változása:
| Lakosok száma | 1422 | 2120 | 2884 | 4302 | 5419 | 6090 | 6616 | 6887 | 6934 | 7095 |
|               | 1968 | 1982 | 1990 | 2006 | 2013 | 2015 | 2017 | 2019 | 2020 | 2022 |